# Labraks
Labraks, okoń morski (Dicentrarchus labrax) – gatunek morskiej ryby okoniokształtnej z rodziny moronowatych (Moronidae), wcześniej zaliczany do strzępielowatych.

## Występowanie
Ryba ta występuje w Morzu Śródziemnym, Północnym Atlantyku, Morzu Północnym, Morzu Czarnym, okazjonalnie także w Bałtyku (w jego polskiej części). W Jeziorze Szkoderskim oraz rzece Nil w Afryce tworzy słodkowodne, osiadłe formy.
Żyje w ławicach. Często wchodzi do przyujściowych odcinków rzek. Zimę spędza w głębszych partiach wody.

## Charakterystyka
Ciało wydłużone. W płetwie odbytowej 3 twarde promienie. Grzbiet jest ciemnoszary, boki jaśniejsze ze srebrzystym połyskiem, brzuch biały. Linia boczna jest czarna. Na górnej, wewnętrznej pokrywie skrzelowej czarnoszara plama.
Dorasta do 1 m długości i 12 kg masy. Jest drapieżnikiem. Poluje na małe, żyjące w ławicach ryby (śledzie, sardynki, sardele itp.)

## Rozmnażanie
Trze się od V do VIII w ujściach rzek. Ikra jest zaopatrzona w kropelkę tłuszczu, dzięki czemu unosi się na wodzie.

## Znaczenie gospodarcze
Labraks, w handlu nazywany także barem, moronem, okoniem morskim lub (błędnie) wilkiem morskim, jest gatunkiem o wysokiej wartości użytkowej, poławianym i hodowanym w sadzach morskich (w Grecji, we Włoszech, Turcji, Hiszpanii, Francji, Chorwacji i innych krajach śródziemnomorskich). Spożywany najczęściej w postaci filetów rybnych lub ryby patroszonej – pieczonej lub grillowanej. Chętnie łowiony przez wędkarzy.